# Aero Biscuits
Aero Biscuits — печенье с воздушным шоколадом, запущенное в производство в 2011 году.

## Описание
25 апреля 2011 года швейцарская компания Nestlé выпустила первый вкус печенья Aero Biscuits на рынки Великобритании и Ирландии. Продукт состоит из пористого шоколада Aero и нескольких печений размером с горошину в форме сфер, покрытых глазурью из молочного шоколада. 21 мая 2012 года компания Nestlé выпустила ещё два вкуса печенья Aero на рынки Великобритании и Ирландии: Aero Orange Biscuits и Aero Mint Biscuits (самый продаваемый вкус Aero Chocolate).
Печенье Aero Orange состоит из слоя пористого молочного шоколада со апельсиновым вкусом и нескольких печений размером с горошину в форме сфер, покрытых глазурью из молочного шоколада. Печенье Aero Mint состоит из слоя пористого молочного шоколада с мятным вкусом и нескольких печений размером с горошину в форме сфер, покрытых глазурью из молочного шоколада. Линейка продуктов Aero Biscuits не содержит искусственных красителей, ароматизаторов и консервантов и содержит 99 калорий на батончик.

## Реклама
Сразу после выпуска Aero Biscuits 1 мая 2011 года компания Nestlé начала активно продвигать и рекламировать линейку продуктов. В большинстве телевизионных и печатных рекламных роликов фигурировал известный британский актёр Том Адамс, который снялся в серии рекламных роликов Aero Biscuits. Рекламные ролики транслировались по всей Великобритании и Ирландии. Серия телевизионных рекламных роликов была проведена рекламным агентством DDFH+B в Дублине, Ирландии.
Продукт был поддержан маркетинговыми фондами в размере 4 миллионов фунтов стерлингов для продвижения продукта через телевизионную рекламу.